# Scatella vittata
Scatella vittata är en tvåvingeart som beskrevs av Wirth 1955. Scatella vittata ingår i släktet Scatella och familjen vattenflugor. Inga underarter finns listade i Catalogue of Life.